# Peter Segler

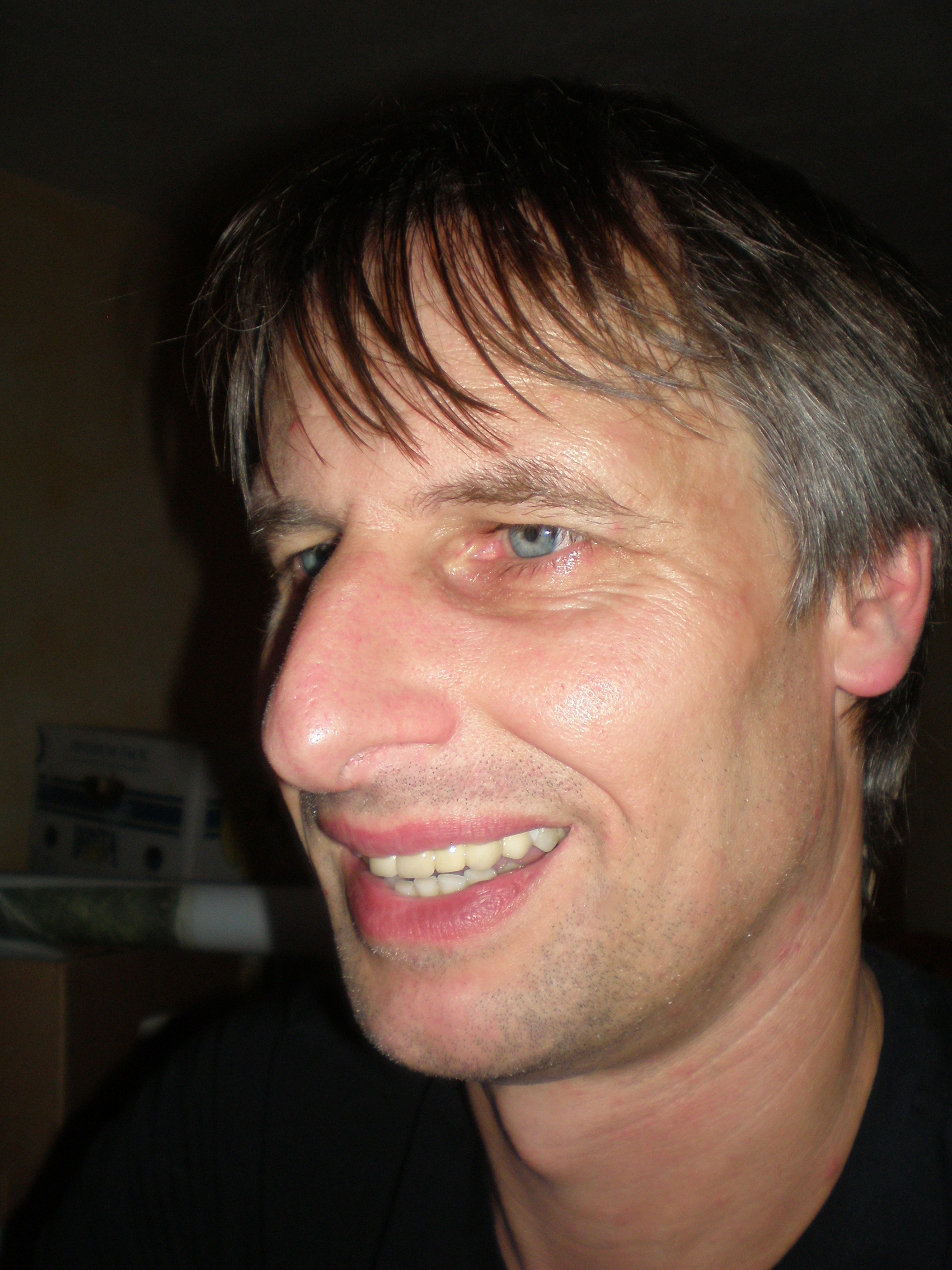
Peter Segler (2008)

Peter Segler (* 18. November 1964 in Freiberg) ist ein deutscher Schriftsteller, Herausgeber und Verleger.

## Leben und Schaffen
Peter Segler absolvierte zunächst ein Ingenieur-Studium an der TU Bergakademie Freiberg, arbeitete auf einer Bohranlage und später als Technischer Assistent an der TU Bergakademie Freiberg. 1995 gründete er den Independent-Verlag Peter-Segler-Verlag, in welchem er u. a. Werke von Gunter Preuß, Sobo Swobodnik, Martin von Arndt, Knud Wollenberger, Michael Meinicke, Rainer Strobelt herausgab. Im selben Jahr übernahm Peter Segler die Leitung der freien Autorengruppe Literaturwerkstatt „Die Pforte“ (später: Autorengemeinschaft Wort, AG Wort e. V.), Im Jahr 1998 begründete er die Zeitschrift für Gegenwartsliteratur Freiberger Lesehefte, die bis 2011 von der Autorengemeinschaft AG Wort e. V. Freiberg herausgegeben wurde. Peter Segler leitet regelmäßig Kreativwerkstätten für Schreibende und übernimmt Jurorentätigkeiten im Bereich Gegenwartsliteratur in Sachsen. Er ist Mitglied im Verband deutscher Schriftsteller (VS) und veröffentlicht Lyrik sowie Prosa.

## Werke
- Herbst Träume. Literarische Wortmeldungen zu den Herbsten 1989/1990 in deutschen Landen (Hrsg.), Oberschöna, 2015, ISBN 978-3-931445-25-6.
- taxi taxi (Verdichtungen), Mit 10 Fotografien d. Autors, edition grey, 2013, ISBN 978-3-931445-30-0.
- getarnt die träumer (Haikus & Fotografien), Senftenberg, 2009, ISBN 978-3-940294-06-7.
- anorte. Poetische Texte (mit Grafiken von Volker Beyer), Schweinfurt, 1998, ISBN 3-931445-05-4.
- Vater, mein Vater. Gedichte (Hrsg.), Freiberg, 1996, ISBN 3-931445-66-6.
- Vater, mein Vater. Prosa aus Deutschland, Österreich und der Schweiz (Hrsg.), Freiberg, 1996, ISBN 3-931445-65-8.

## Auszeichnungen
- Preisträger der Literaturwettbewerbe der Stadt Zwickau 1995 u. 1997
- Freiberger Kunstförderpreis 1999
- Preisträger des Literaturwettbewerbes Skulpturenweg Kaufbeuren 2008